# Sztuka sumeryjska i akadyjska

## Pradzieje
Najstarsze ślady osadnictwa znalezione na terenach Mezopotamii pochodzą z VIII tys. p.n.e. Są to niewielkie osady złożone z glinianych domów na planie koła. W tych półziemiankach odkryto kamienne podłogi i paleniska. Znaleziono też gliniane, wypalane figurki zwierząt oraz ludzi. Z początkowym okresem neolitu związana jest kultura Dżarmo, datowana na VII tys. p.n.e. Odnaleziona osada złożona była z glinianych domów budowanych na planie prostokąta. Domy miały po kilka pomieszczeń i podwórze. Odnalezione zabytki to figurki kobiet symbolizujących Boginię Matkę, figurki zwierząt oraz lepione ręcznie naczynia. Naczynia wykonano z gliny zmieszanej z sieczką, pokryto je czerwoną polewą. Część naczyń zdobiły proste ornamenty liniowe.
Okres VI tys. p.n.e. to stopniowy rozwój osadnictwa na terenach nizinnych. Z tych czasów pochodzą trzy kultury rolnicze, które budowały domy z gliny zmieszanej z sieczką oraz z trzciny. Część domów zdobiona była malowanymi pasami. W jednej z osad odkryto sklepienie nad wejściem w formie łuku wykonanego z gliny. Odkryte kultury to (od północy w kierunku południowym):
- kultura Halaf
- kultura Hassuna
- kultura Samarra

Najokazalsze są osady kultury Samarra. Niektóre z nich otaczały rowy i mury obronne wykonane z suszonej cegły. Część zbudowanych domów miała plan w kształcie litery T. W jednej z osad halafskich odkryto pozostałości świątyni zbudowanej na szczycie wzgórza otoczonego murem z gliny. We wszystkich osadach odnaleziono lepione ręcznie naczynia i figurki z gliny. Naczynia były zdobione motywami geometrycznymi i figuralnymi. W naczyniach kręgu kultury halafskiej dno zdobiono malowanymi rozetami. Pojawiły się też pieczęcie stemplowe zdobione geometrycznymi, liniowymi ornamentami. Na początku V tys. p.n.e. kultury te zaczęły zanikać (najpóźniej, ok. 4500 roku p.n.e., zanikła kultura Halaf).

## Okres Ubajd
Na przełomie V i IV tys. p.n.e. na południu Mezopotamii pojawiła się kultura Eridu, najstarsza faza okresu Ubajd (tzw. Ubajd I). Ludność nadal zamieszkiwała domy budowane z suszonej cegły i ręcznie lepiła ceramiczne naczynia. W Eridu odnaleziono też ślady budowli sakralnej wzniesionej na planie prostokąta. Wraz z rozwojem, wpływy kultury Ubajd przesunęły się na północ. Drugi etap rozwoju tej kultury jest nazywany Ubajd II. Odnalezione w osadach tego okresu gliniane figurki ludzi charakteryzuje mocno wydłużony kształt. Następna faza to Ubajd III. W odnalezionych pozostałościach osad tego okresu natrafiono na świątynie wznoszone na usypanych z ziemi platformach, licowanych cegłą. Świątynie w planie prostokąta mają trzy pomieszczenia, z których środkowe to cella. Największym momentem przełomowym w ceramice było wprowadzenie do użytku koła garncarskiego. Jednocześnie rozpoczął się okres stopniowego ubożenia motywów dekoracyjnych. Ostatnia, czwarta faza okresu Ubajd (Ubajd IV) to IV tys. p.n.e.

## Okres Uruk
W połowie tego tysiąclecia kultura Ubajd przekształciła się w kulturę Uruk. W tym okresie ręcznie wykonywane naczynia ceramiczne o bogatej dekoracji malarskiej spotykane są jeszcze na północy. Ceramika wykonywana na kołach garncarskich ma coraz uboższą dekorację, czasem jest jej w ogóle pozbawiona. Motywy malowane zastępują ornamenty z nacinanych lub odciskanych linii. W okresie ok. 3300 r. p.n.e. pojawiły się pierwsze pieczęcie cylindryczne zdobione reliefem. Figurki człowieka z tego okresu mają mocno wydłużony kształt, o staranniej wykonanych głowach i ramionach oraz symbolicznie zaznaczonych nogach. Specyficzny kształt mają głowy o oczach z przylepionych kawałków gliny z ukośnym nacięciem. Kształt głowy bardziej przypomina głowę węża niż człowieka. Końcowy okres kultury Uruk przypada na początek rozwoju sumeryjskich miast-państw.

## Okres Dżemdet Nasr
Około 3200 r. p.n.e. istniejące osady przekształciły się w pierwsze miasta-państwa. Były to m.in. Eridu, Uruk, Ur, Girsu. Najwyższą władzę piastowali w nich prawdopodobnie królowie-kapłani. Życie w nich skupione było wokół okręgów świątynnych. Najstarsze świątynie miały trójdzielne wnętrza. Budowle wznoszone były najczęściej z suszonej cegły. Mury świątyń zdobiono mozaiką sztyftową z ceramicznych stożków barwionych na kolor niebieski lub żółtozielony. Badania archeologiczne doprowadziły też do odkrycia budowli wzniesionych z płyt gipsowych lub wapiennych. W Uruk istniały dwa okręgi świątynne - jeden z nich poświęcony był bogu nieba An, a drugi bogini Inannie. Ta druga świątynia wznoszona była na innych założeniach. Przypominała ona dom mieszkalny. Pomieszczenia otaczał dziedziniec, na którym umieszczono święty kamień – betyl. Sanktuarium połączone było z dziedzińcem portykiem. Na przeciwległym boku umieszczono pomieszczenia kapłanów.
Z tym też okresem związane jest powstanie pisma, początkowo w formie obrazkowej, później przekształcone w pismo klinowe.

## Okres akadyjski
Około 2400 roku p.n.e. doszło do przejęcia władzy przez zamieszkałych na tym terenie Semitów, którzy już od dawna piastowali funkcje dostojników na sumeryjskich dworach i przejęli wiele sumeryjskich zwyczajów. Jeden z nich, znany później jako Sargon Wielki, zdobył władzę w mieście Agade (Akad) po czym podbił cały Sumer i ogłosił się władcą Sumeru i Akadu. Jego wnuk, Naram-Sin ogłosił się Królem Czterech Stron Świata. Mimo tych wydarzeń sztuka i kultura sumeryjska nadal żyła. Akadowie rozszerzyli obszar jej oddziaływania oraz podporządkowali ją swoim pojęciom estetycznym. Pismo sumeryjskie zostało przystosowane do ich własnego języka. Z zachowanych zabytków architektury odnaleziono dwie świątynie w Esznunna oraz twierdzę Naram-Sina w Tell Brak. Świątynie zbudowane były na planie prostokąta, bez dziedzińców. Przypominały swoim wyglądem wcześniejsze budowle wznoszone w północnej części kraju (jednonawowe z przedsionkiem, bez dziedzińca wewnętrznego). Twierdza Naram-Sina zbudowana była na planie kwadratu o boku 100,0 m. Wewnątrz mieściło się sześć dziedzińców i wiele, umieszczonych równolegle do siebie, wąskich pomieszczeń. Budowla otoczona była murem grubości 10 m. Do wnętrz prowadziła jedna brama umieszczona pomiędzy dwoma wieżami. Pierwszy dziedziniec był największy. Najprawdopodobniej było to miejsce postoju zwierząt i karawan. Otaczające go pomieszczenia pełniły funkcje magazynów. Pozostałości podobnej twierdzy znaleziono w Aszur w północnej Mezopotamii.

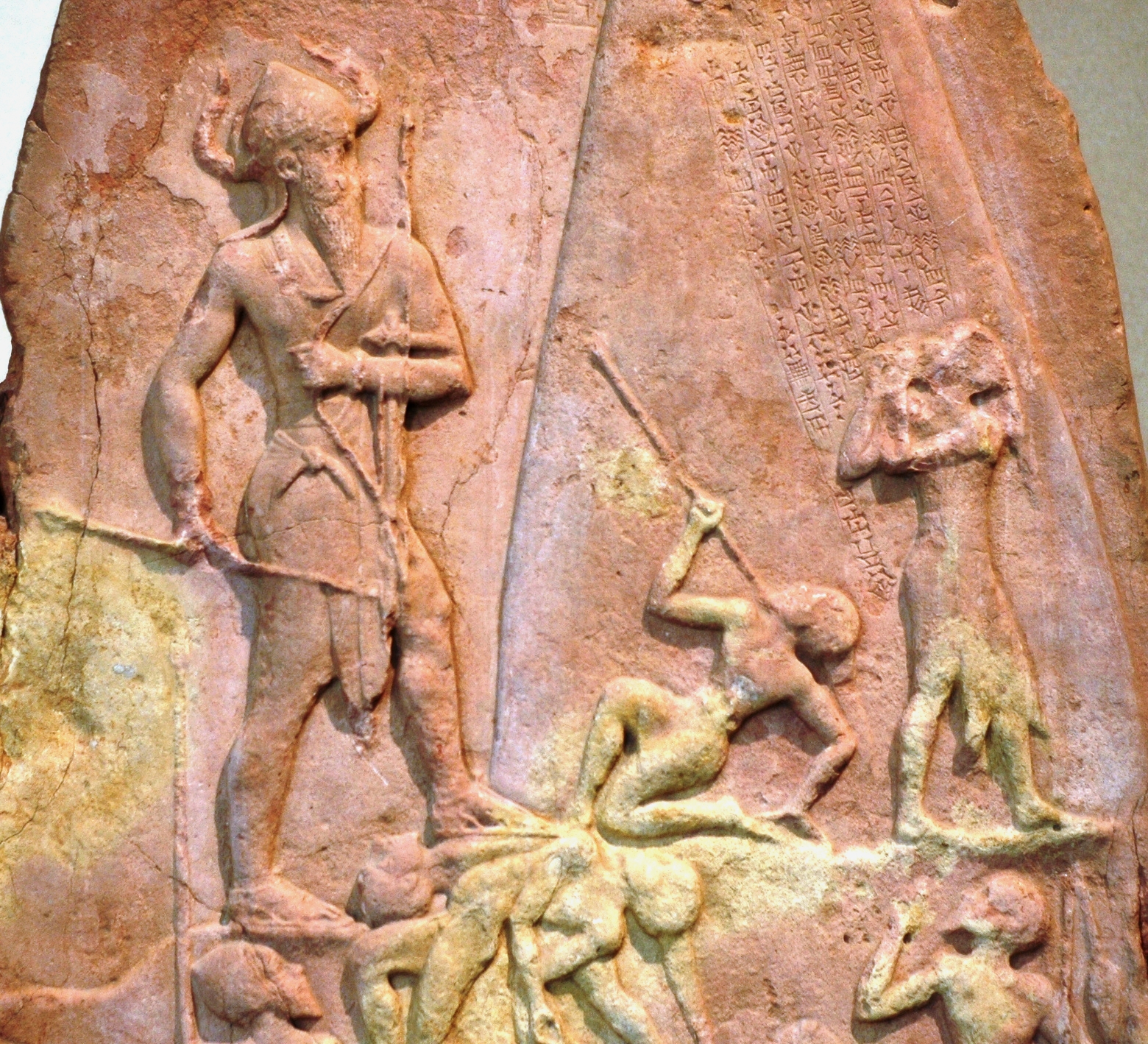
Fragment Steli Naram-Sina (Luwr, Paryż)

Płaskorzeźby akadyjskie cechuje pewne odejście od układów pasowych. Przykładem jest odnaleziona w Suzie, ale pochodząca oryginalnie z Sippar, stela z piaskowca przedstawiająca zwycięstwo króla Naram-Sina datowana na ok. 2250 rok p.n.e. Jej kształt przypomina górę, której wyobrażenie też zostało wyryte na steli. Za postacią króla, po przekątnej płyty, podążają w rzędzie wojownicy. Wrogowie przedstawieni są w chwili ucieczki. Na steli wyryto również drzewo. Te elementy krajobrazu informują, że bitwa odbyła się w miejscu zalesionym, z wrogami zamieszkującymi góry Zagros. Dwie gwiazdy na szczycie płyty symbolizują obecność bogów: Szamasza i Isztar, patronów zwycięskiego króla.
Rzeźby okresu akadyjskiego cechuje większa staranność wykonania detali i próby realistycznego pokazania postaci, zarówno w wizerunku twarzy jak i poprawności w oddaniu sylwetki. Pieczęcie akadyjskie mają bardziej czytelną kompozycję. Uzyskano ją przez staranniejszy rysunek i rozdzielenie sylwetek. Postacie w walce mają często nienaturalnie wydłużone ramiona, by mogły uchwycić przeciwnika. Osoby są równego wzrostu, a wizerunki walk ze zwierzętami ukazują te ostatnie stojące na tylnych łapach. Tematyka kompozycji najczęściej zaczerpnięta jest z mitologii, którą Akadowie przejęli od Sumerów. Przykładem jest pieczęć z czasów Szar-kali-szarri. Obrazuje klęczącego Gilgamesza, trzymającego wazę z wodą oraz stojącego na wprost bawołu. 
Okres akadyjski trwał od około 2340 do 2200 r. p.n.e. Jego zakończenie związane jest z upadkiem dynastii zwyciężonej przez plemiona Gutejówz gór Zagros. Plemiona te rządziły Mezopotamią przez około 100 lat.

## Renesans sumeryjski

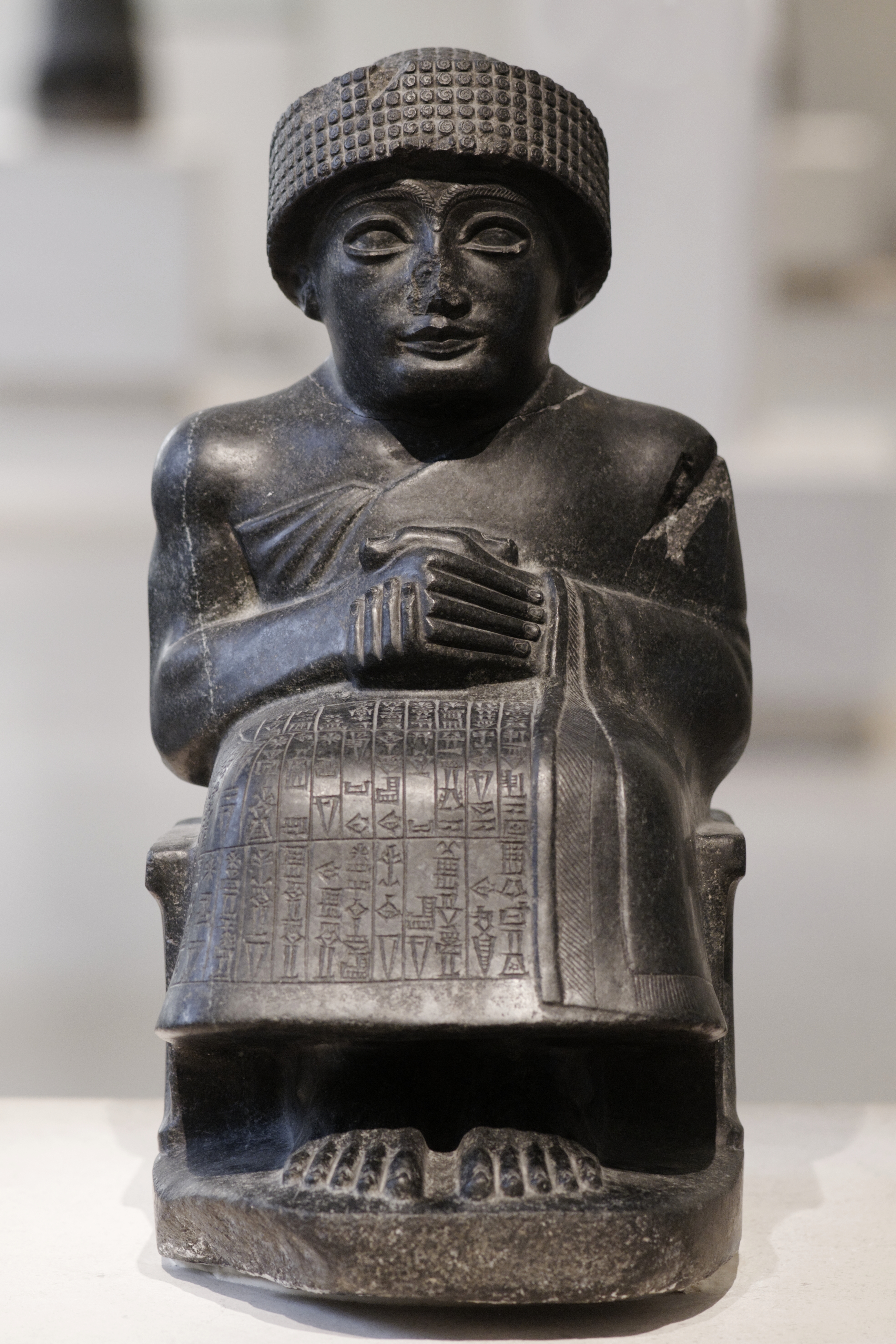
Posążek Gudei, władcy Lagasz (Luwr, Paryż)

Pierwsze odrodziło się miasto-państwo Lagasz, kolejne było Ur. W tym drugim mieście pojawiła się tzw. III dynastia z Ur założona przez króla Ur-Nammu. Pod jego panowaniem zostały odnowione stare budowle, powstały też nowe. Miasta stały się bardziej okazałe. Domy mieszkalne często budowane były jako piętrowe, wyposażone w kanalizację i z dziedzińcami wyłożonymi cegłą. Centralnym miejscem każdego miasta był ziggurat. Najlepiej zachowana budowla tego typu, wzniesiona za czasów Ur-Nammu (ziggurat w Ur) znajduje się w Ur. Jest to świątynia poświęcona bogu księżyca Nannie. Zbudowano ją na planie prostokąta o wymiarach 43 x 65 m. Rdzeń składał się z cegły suszonej i był obłożony cegłą wypalaną. Na najwyższym tarasie stała mała świątynia, do której prowadziły schody. Tarasy połączone były pochylniami. Pochylone ściany zdobione były niszami i lizenami. Na pierwszy taras prowadziły trzy szerokie ciągi schodów połączone w przelotowej bramie. Zigguraty z czasem stawały się coraz wyższe. W świątyniach i pałacach tego okresu pojawiła się tendencja do zachowania symetrii i amfilady pomiędzy pomieszczeniami. Po raz pierwszy zaczęto wznosić świątynie dla władców pochowanych w podziemnych grobowcach pod tymi świątyniami.
Rzeźba sumeryjska tego okresu nawiązywała do wzorców starosumeryjskich. Jednak twarze przedstawianych postaci nosiły cechy indywidualne. Nowym elementem było też przedstawianie na reliefie klęczących u stóp władcy cudzoziemców z darami.
Renesans trwał około 100 lat i zakończył się wraz z najazdem Elamitów i upadkiem III dynastii z Ur.